# ورم ليفي
الليفوم أو الورم الليفي (بالإنجليزية: Fibroma)‏ من الأورام الحميدة التي تتألف من النسيج الليفي أو الضام.

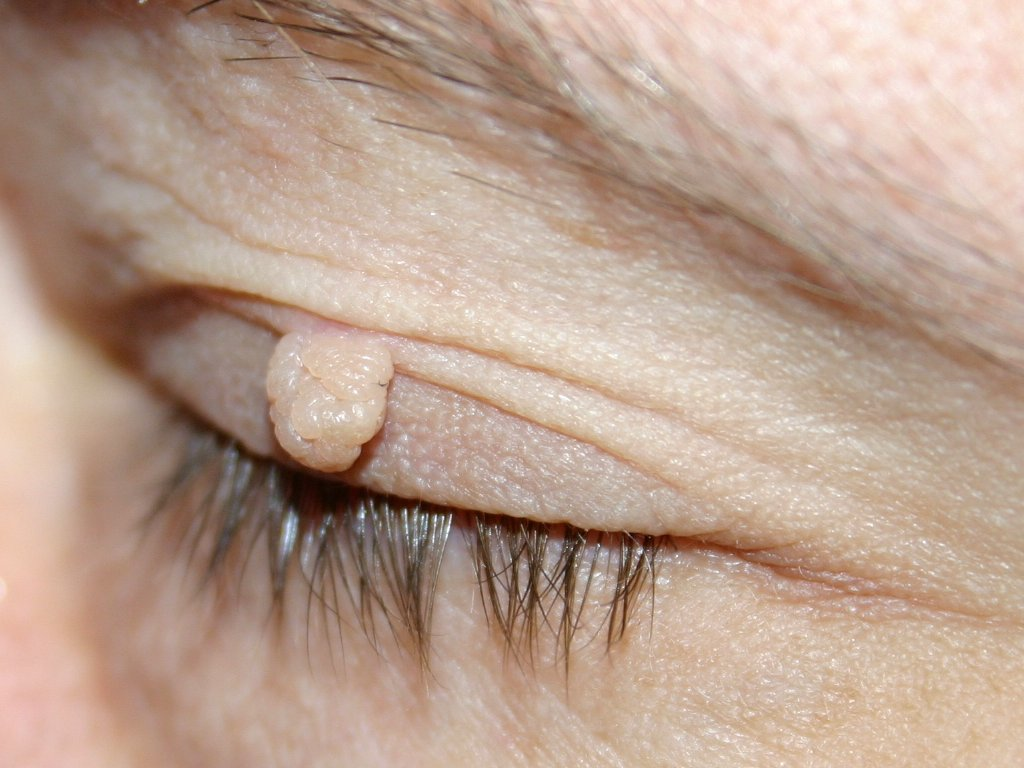
ليفوم ليّن

يمكن أن ينمو الليفوم في جميع الأجهزة، وينشأ من نسيج اللحمة المتوسطة. عندما يتم استخدام مصطلح الورم الليفي دون تعديل، فيعتبر عندها عادة حميدا، أما عندما يقترن مع مصطلح غرن (غرن ليفي)، عندها يكون من الأورام الخبيثة.

## ليفوم ليّن
الليفوم الليّن (fibroma molle) ورم جلدي شائع سليلي لين الملمس، ذو لون وردي أو داكن، يتراوح حجمه عادة بين مليمتر وسنتيمتر.

## ليفوم قاس
الليفوم القاسي (fibroma durum) ويتكون من ألياف كثيرة وخلايا قليلة، على سبيل المثال يحدث في الجلد ويسمى بالليفوم الجلدي.

## العلاج
يمكن إزالة الليفوم الحميد أو تركه.
أما الليفوم الخبيث فلا بُد وأن يعالج عن طريق بعض الأدوية أو إزالته عن طريق عملية جراحية